# Marie Novello
Marie Novello, también conocida como Marie Novello Williams (nacida Maria Williams; 31 de marzo de 1884 - 21 de junio de 1928), fue una pianista galesa. Fue una de las últimas estudiantes de Theodor Leschetizky y se presentó en público desde su infancia. Su temprana muerte truncó una prometedora carrera justo cuando comenzaba a grabar para una de las principales discográficas inglesas, habiendo acumulado ya una considerable discografía para uno de sus competidores de segundo nivel.

## Vida
Marie Novello nació en 1884 como Maria Williams en Maesteg, Glamorgan, hija del minero y músico William Thomas Williams y su esposa, Anne Bedlington Kirkhouse. Debe su apellido "Novello" a la adopción por parte de su profesora de piano, Clara Novello Davies, madre de Ivor Novello y también una célebre maestra de canto. Tras estudiar con su madre adoptiva, Marie fue una de las últimas estudiantes de Theodor Leschetizky, estudiando con él en Viena entre 1905 y 1907.
La carrera profesional de Novello comenzó temprano. En julio de 1899, a la edad de quince años, ganó el premio de piano Medalla de Oro en el Eisteddfod Nacional de Gales en Cardiff, y compartió honores en la interpretación del piano con Ferruccio Busoni en el Festival de Música Trienal de Cardiff en septiembre de 1907. En 1908, realizó una gira por las provincias inglesas con una compañía reunida por Percy Harrison, un promotor que regularmente organizaba tales grupos. Entre sus compatriotas estaban John McCormack, recién llegado de su primera temporada en la Royal Opera House y participando en una gira de Harrison por primera vez, y Dame Emma Albani. Alrededor del mismo tiempo, Novello se presentó en Wigmore Hall, entonces conocido como Bechstein Hall. Un año después, en 1909, hizo la primera de sus siete apariciones en los Conciertos Promenade, cuando el 22 de septiembre interpretó el Concierto para piano n.º 1 en mi bemol mayor de Franz Liszt acompañada por la Orquesta de la Sala de la Reina dirigida por Sir Henry Wood.

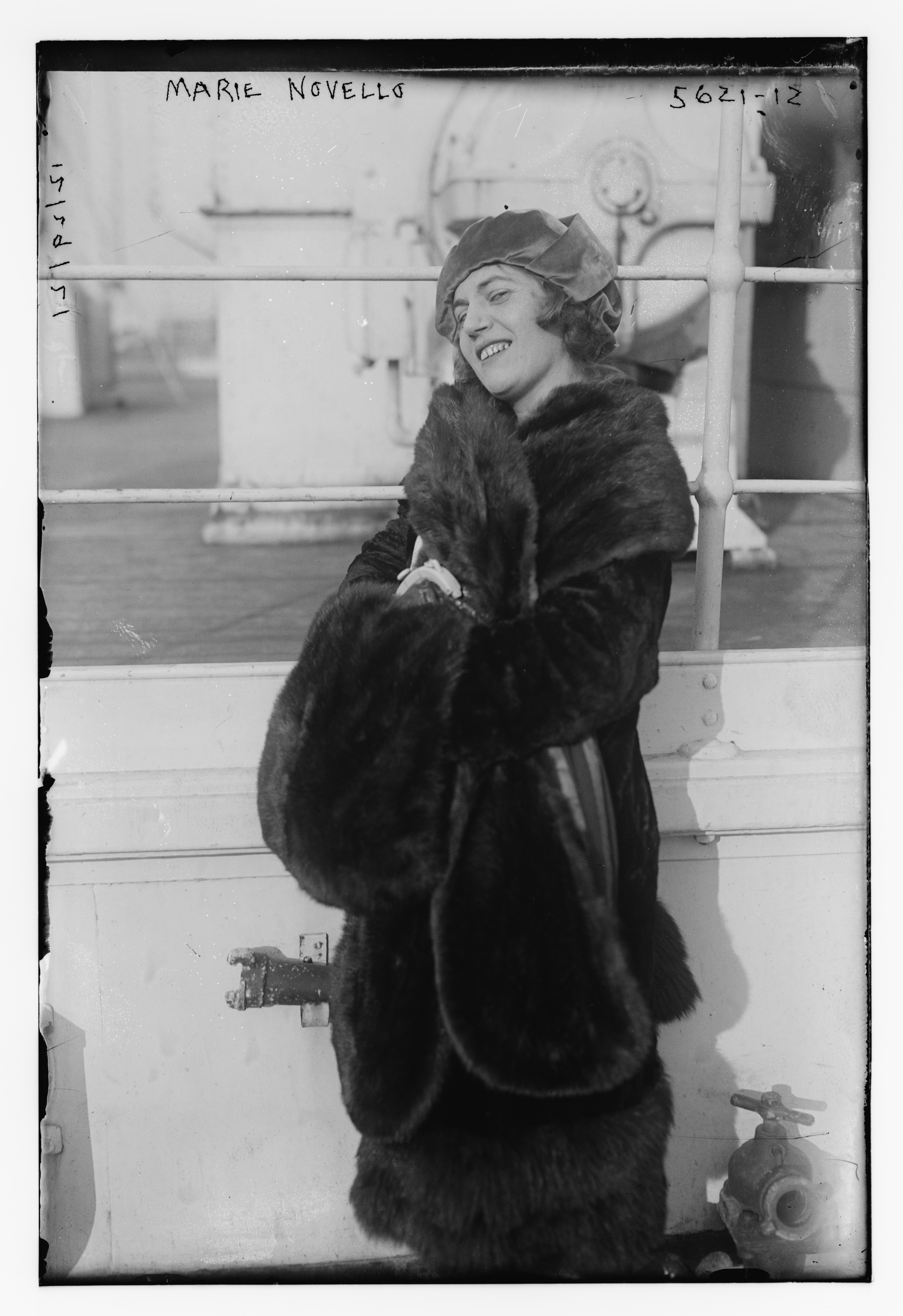
Marie Novello

Repitió esa aparición todos los años hasta 1914, con dos actuaciones en 1912, siempre en obras de concierto acompañadas por las mismas fuerzas. Además del concierto de Liszt, que repitió en 1910, interpretó la Fantasía húngara del mismo compositor (1911 y 1912); el Concierto para piano n.º 1 en sol menor, op. 25 de Mendelssohn (1912); y la Fantasía africana, op. 89, de Camille Saint-Saëns (1913 y 1914).
Además de estas actuaciones en festivales, Novello actuó regularmente en Londres, a menudo como una de varios solistas compartiendo un recital. En sus primeros veinte años, comenzó a aparecer en Conciertos de Baladas y Conciertos de la Liga Dominical, y en festivales de música en Brighton y Cardiff.
Novello viajó a Estados Unidos a finales de 1921, llegando el 28 de diciembre a bordo del transatlántico RMS Olympic de la White Star Line. El 23 de febrero de 1922, hizo su debut en Nueva York en The Town Hall, donde interpretó un programa que incluía obras de Chopin, Domenico Scarlatti, Debussy, Selim Palmgren y Ede Poldini. El 21 de enero de 1923, debutó en recital en Chicago en el Playhouse bajo los auspicios de F. Wight Neumann.
Durante este período, hizo numerosas grabaciones para la compañía inglesa Edison Bell. Marie Novello grabó rollos de piano reproduciendo para el sistema Duo-Art de la Aeolian Company; sin duda como resultado de esta conexión, una vez se asoció con un piano reproduciendo en una actuación pública de las Variaciones sobre un tema de Beethoven para dos pianos, cuatro manos de Saint-Saëns. Unos años más tarde, al comienzo de las grabaciones eléctricas, formó una asociación con HMV, pero falleció cuando solo había grabado unos pocos lados.

## Muerte
Novello falleció el 21 de junio de 1928, a los 44 años, en su casa en Londres debido a un endotelioma del faringe y el paladar blando, y fue enterrada en el Cementerio de Maesteg.

## Repertorio y estilo
En su elección de repertorio, Novello mostraba preferencia por la música de la era romántica y una afinidad particular por obras virtuosas como la Sonata para piano en si menor de Liszt. Sin embargo, no descuidaba por completo las obras contemporáneas; llamó la atención por interpretar el estreno de la Rapsodia sobre Tipperary para piano y orquesta de Frank Tapp, un compositor bien representado en las salas de conciertos inglesas en ese momento pero ahora olvidado. Luego llevó la obra de gira por todo el Reino Unido.
La recepción crítica de su trabajo parece haber sido mixta, con más de una sugerencia de que tendía hacia el impulsividad y la falta de control firme. A veces, su tono recibía críticas despectivas, pero los críticos elogiaban su habilidad técnica y su capacidad para comunicar.

## Grabaciones
Novello evidentemente mostraba cierto interés en la reproducción mecánica del sonido, ya que, el 14 de junio de 1924, participó como jueza en una competición pública entre gramófonos patrocinada por la revista The Gramophone. Sus compañeros jueces incluían a Alfred Kalisch, Percy Scholes, Peter Latham, Alec Robertson y Francis Brett Young. A lo largo de la noche, los jueces y la audiencia de 400 personas marcaron papeletas comparando el rendimiento de unos 15 diferentes aparatos divididos en dos clases de precio, casi todos con nombres ya olvidados. Se unió a sus compatriotas en una preferencia unánime por un aparato llamado Las Tres Musas, reproduciendo el Adagio de la Sonata de Primavera de Beethoven interpretado por Albert Sammons y William Murdoch; ese voto fue el único caso de un panel unánime, y no se registran sus otras opiniones. Durante el intermedio, la audiencia pudo disfrutar de una demostración de una pianola, pero en el sistema Welte-Mignon, no en el Duo-Art para el cual Novello grabó algunos rollos.
Realizando sus propios discos casi exclusivamente para Edison Bell, Novello acumuló una extensa discografía de grabaciones acústicas, aunque, como era típico en la época, estaba fuertemente ponderada hacia el tipo de obras cortas que podían caber en uno o, como mucho, dos lados de un disco de 78 RPM. Su único conjunto de discos múltiples fue una grabación que se extendía a lo largo de cinco lados del concierto para piano Op. 25 de Mendelssohn. Su asociación con HMV solo produjo dos caras publicadas, sus únicas grabaciones eléctricas: una gavota de Rameau y una Étude de Concert de Arensky.

### Discos de 78 RPM acústicos
Discos de 78 RPM acústicos publicados por Edison Bell:
- Serie Velvet Face (VF):
  - No. 529: Sonata Claro de Luna de Ludwig van Beethoven (primer y tercer movimiento)
  - Nos. 640–642: Concierto n.º 1 en sol menor para piano y orquesta, op. 25 de Felix Mendelssohn (con la Orquesta Sinfónica Real dirigida por Joseph Batten), y Rondo Capriccioso, op. 14
  - No. 676: Arreglo de Carl Tausig de la Tocata y Fuga en re menor, BWV 565 de Johann Sebastian Bach (dos lados del disco)[14]
- Serie The Winner:
  - No. 2340: Air de Ballet de Cécile Chaminade y Mazurka de Benjamin Godard
  - No. 3424: Día de boda en Troldhaugen de Edvard Grieg (de Piezas Líricas Libro VIII, op. 65, n.º 6) y Frühlingsrauschen de Christian Sinding, op. 32, n.º 3
  - No. 3443: Liebestraum n.º 3 de Franz Liszt y Preludio en do sostenido menor, op. 3, n.º 2 de Serguéi Rajmáninov
  - No. 3479: Estudios, op. 10, n.º 5 en sol bemol mayor (Clave negra) y Vals en do sostenido menor, op. 64, n.º 2 de Frédéric Chopin
  - No. 3599: Rapsodia húngara n.º 2 de Franz Liszt (abreviada)
  - No. 3609: Música incidental para Las ruinas de Atenas, op. 113 de Beethoven y Marcha turca; Vals Poupee Valsante de Ede Poldini; Danza Negra, op. 58, n.º 3 de Cyril Scott
  - No. 3768: 4eme Valse y Pas des Amphores de Cécile Chaminade
  - No. 3813: Marche Militaire de Franz Schubert y Toccata de Theodor Leschetizky

### Discos de 78 RPM eléctricos
Ambos lados siguientes fueron grabados el 1 de marzo de 1927; aparecieron acoplados como dos lados de un solo disco HMV de 10", n.º B 2592:
- Arensky: 24 Piezas características, op. 36, n.º 13, Étude de Concert en fa sostenido mayor
- Rameau: Les Boréades, Acto IV – Gavottes pour les Heures

### Rollos de piano reproductor
Duo Art publicó dos rollos reproductores cortados por Marie Novello:[11]
- Dvořák: Humoresque en sol bemol mayor, op. 101, n.º 7
- Ivor Novello: Gamin

### Reediciones
Muy pocos de las grabaciones de Novello, acústicas o eléctricas, han sido reeditadas desde el final de la era de los 78 RPM.
- El rollo Duo-Art de Ivor Novello está disponible actualmente como reproducción.[14]
- La Etude de Concert de Arensky de HMV aparece en Naxos 8.111120, Mujeres al piano: Una antología de interpretaciones históricas, Volumen 1 (1926–1952).[15]
- La Gavotte de Rameau de HMV y la Toccata de Leschetitzky de Edison Bell aparecen en Pearl Opal 9839, Alumnos de Leschetitzky.